# Hapteron
Hapteron (plural: haptera; do neo-helenismo háptein, agarrar, com -tēr como sufixo agentivo) é a designação dada a uma estrutura de fixação, de forma dendrítica, que caracteriza a base de algumas algas, fungos e plantas aquáticas que se fixam a substratos rochosos ou a outros objectos sólidos subaquáticos.